# Boerderij van Brus
De Boerderij van Brus (Ferme de Brus) is een historische hoeve, gelegen aan de Place de Brus 388 te Glaaien (Glons) in de Belgische provincie Luik.
Brus was een van de vier heerlijkheden die uiteindelijk het huidige Glaaien gingen uitmaken. De heerlijkheid Brus was een leen van het graafschap Loon.
De met Brus verbonden hoeve is een forse vierkantshoeve in baksteen. In de noordvleugel bevindt zich de toegangspoort uit de 18e eeuw. Links daarvan is een woongedeelte. Bijzonder zijn de 18e-eeuwse paardenstallen, die door gewelven, welke op kalkstenen pilaren rusten, worden overdekt.
Tegenover de ingang is een grote voorraadschuur en een wagenschuur.